# Alesandro Laketic
Alesandro Laketic (* 4. Dezember 2000 in Schärding) ist ein ehemaliger MMA- und Muay-Thai-Kämpfer im Leichtgewicht, serbisch-bosnischer Abstammung.

## Hintergrund
Alesandro Laketic verbrachte seine prägenden Jahre in der Stadt Wels, Österreich.

## Karriere im Kampfsport
Ursprünglich als Fußballspieler gestartet, wechselte Laketic zu Mixed Martial Arts und Muay Thai.